# TSV Spandau 1860
Der TSV Spandau von 1860 ist ein deutscher Turn- und Sportverein. Er ist einer der ältesten noch existierenden Berlins. Er ist Gewinner des Zukunftspreises des Berliner Sports 2016. Er wurde am 29. August 1860 gegründet und hat (Stand: 28. Oktober 2021) 3.185 Mitglieder.
Der Verein brachte mit Alfred Schmidt einen deutschen Turner der Nationalmannschaft hervor.
Die Volleyballmannschaften der Frauen und der Männer spielten bis 2006 in der zweiten Bundesliga.
Die Basketballabteilung des TSV spaltete sich 2015 ab und ist heute als TSC Spandau e. V. bekannt.